# Лукаш Бауер
Лукаш Бауер (чеськ. Lukáš Bauer; нар. 18 серпня 1977, Остров над Огрі) — чеський лижник. Призер Олімпійський ігор та чемпіонатів світу.
Срібну олімпійську медаль Бауер виборов на Олімпіаді в Турині на дистанції 15 км класичним ходом. З ігор у Ванкувері він привіз дві бронзові медалі:  на дистанції 15 км вільним стилем та в естафеті 4x10 км. 
В 2007/2008 році Бауер був переможцем Тур-де-скі та Кубка світу. Йому вдалося повторити перемогу в Тур-де-скі в 2010-му. 